# Foodora

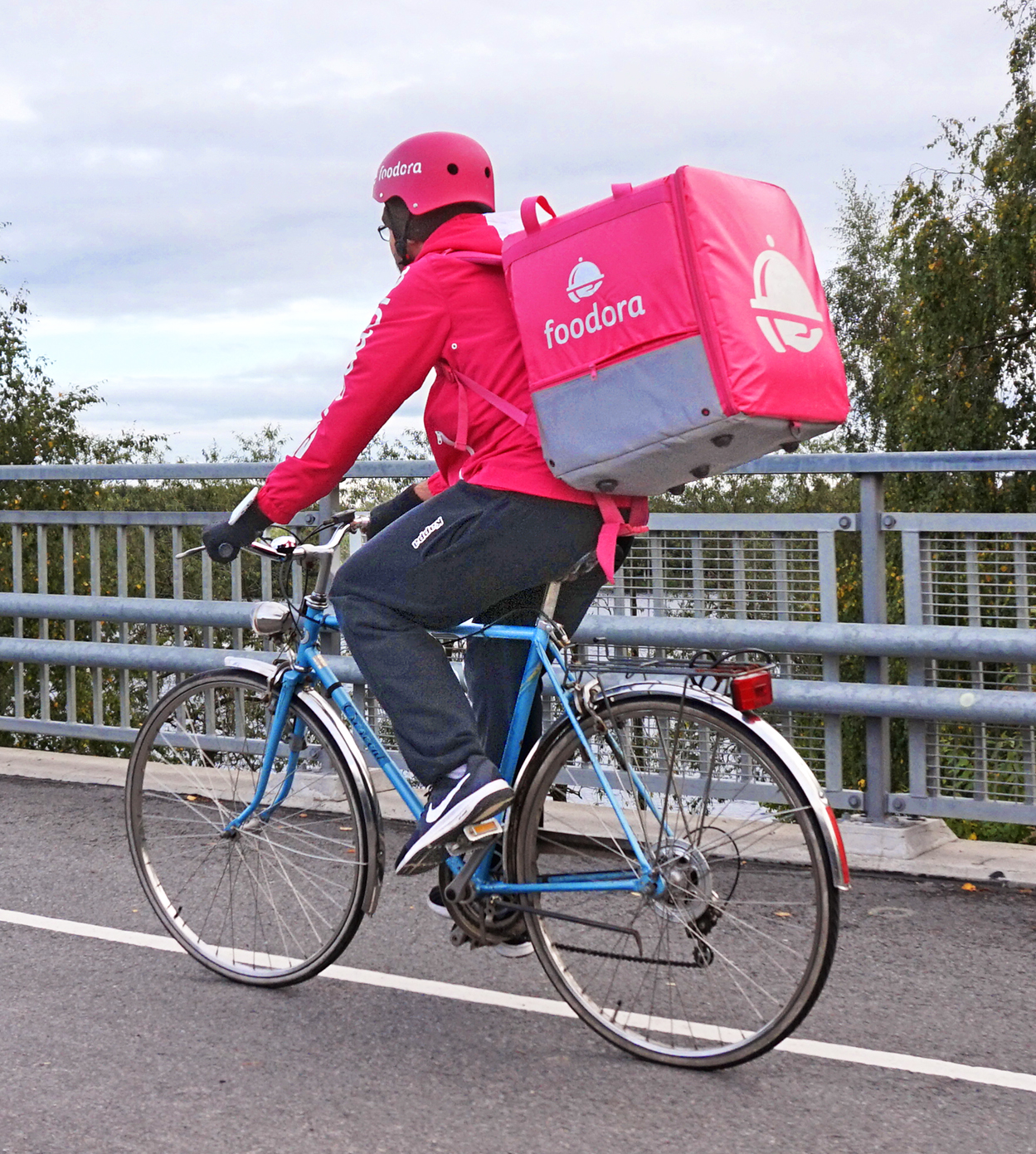
Een bezorger van Foodora

Foodora GmbH was een maaltijdbezorgservice die in Berlijn, Duitsland gevestigd was en in 3 landen actief was: Finland, Noorwegen en Zweden. Het was gespecialiseerd in de bezorging van gerechten van restaurants die zelf geen bezorgservice hebben. De meeste bestellingen werden per fiets bezorgd.

## Geschiedenis
Foodora, opgericht in 2014 in München door Konstantin Mehl en Emanuel Pallua, begon onder de naam Volo. Het bedrijf werd in april 2015 overgenomen door Rocket Internet en hernoemd tot Foodora (Volo is nog wel een dochteronderneming) en verhuisde naar Berlijn. In september 2015 werd het door Delivery Hero overgenomen.

## Nederland
In Nederland had Foodora 500 restaurants als klant in Amsterdam, Den Haag en Utrecht (2016). Het bedrijf telde 600 werknemers. Op 15 augustus 2018 maakte het bedrijf bekend zijn activiteiten in Nederland te stoppen nadat het niet gelukt was een koper te vinden.